# Епархия Цзинина
 Епархия Цзинина  (лат. Dioecesis Zinimensis) — епархия Римско-Католической церкви с центром в городе Цзинин, Китай. Епархия Цзинина входит в митрополию Хух-Хото. Кафедральным собором епархии Цзинина является церковь Пресвятой Девы Марии Розария.

## История
8 февраля 1929 года Римский папа Пий XI издал бреве «Ex apostolico munere», которым учредил Апостольский викариат Цзинина, выделив его из апостольского викариата Сиваньцзы (сегодня — Епархия Чунли-Сиваньцзы).
11 апреля 1946 года Римский папа Пий XII издал буллу «Quotidie Nos», которой преобразовал апостольский викариат Цзинина в епархию Цзинина.

## Ординарии епархии
- епископ Evaristo Tchang (10.02.1929 — 26.05.1932)
- епископ Joseph Fan Heng-nfan (10.01.1933 — 1975)
  - Sede vacante (с 1975 года — по настоящее время)

## Источник
- Annuario Pontificio, Libreria Editrice Vaticana, Città del Vaticano, 2003, ISBN 88-209-7422-3
- Бреве Ex apostolico munere, AAS 21 (1929), стр. 552  (лат.)
- Булла Quotidie Nos, AAS 38 (1946), стр. 301  (лат.)